# Michel Placidi
Michel Placidi, né en 1945 à Marseille, est un ingénieur français. 
Il est ingénieur des Arts et Métiers d'Aix-en-Provence. Il a fait une spécialisation au CHEBAP (Centre des Hautes Études de la Construction, section Béton Armé et Précontraint).

## Biographie
En 1969, il débute chez Campenon Bernard où il a travaillé avec Jean Muller et Jacques Mathivat, puis, successivement dans les sociétés Dragages et Travaux Publics, Bouygues Travaux Publics et Razel.
Il a participé à la conception ou construction de très nombreux ouvrages d'art, entre autres : 
- Campenon-Bernard :
  - Le viaduc de Saint-Cloud (1974), permettant le franchissement de la Seine par l'autoroute A13,
  - le viaduc du Magnan (1975), pour la première phase du contournement de Nice par l'autoroute A8,
  - Le pont sur la Marne, le viaduc de Neuilly-Plaisance avec la station, pour le RER A construits en voussoirs préfabriqués posés à l'aide d'une poutre de lancement,
  - Le pont du Tricastin, pour le franchissement du canal de Donzère-Mondragon, en béton léger,
  - la passerelle de Meylan (1980), pour le franchissement de l'Isère, près de Grenoble, passerelle haubanée construite à terre et mise en place par rotation,
  - La passerelle Van Eyck (1980), à Strasbourg, passerelle haubanée construite à terre et mise en place par rotation,
- Dragages et Travaux Publics :
  - reconstruction et renforcement du pont Wilson, à Tours,
  - le pont de la Flèche (1983), pour le franchissement du Loir, construit à terre et mis en place par rotation,
  - Le pont de Trellins (1985), pour le franchissement de l'Isère, près de Vinay, premier pont en arc construit en encorbellement en France à l'aide d'un haubanage provisoire,
  - le pont d’Arbois  (1985), ouvrage innovant mixte acier/béton précontraint où les âmes sont un treillis métallique,
  - Le viaduc de Brassilly, près d'Annecy, pont en béton précontraint construit en voussoirs préfabriqués sur une aire de préfabrication implantée parallèlement à la voie ferrée et sous le fléau. Les voussoirs préfabriqués sont levés à leur position définitive sur le fléau et précontraints. Quand l'ensemble des voussoirs d'un fléau sont mis en place, le fléau est déplacé par rotation autour d'un axe vertical pour être positionné à son emplacement définitif.
  - pont de Roquebillière, sur le contournement sud de Cahors,
  - le Viaduc de Poncin (1986), sur l'autoroute A40,
  - le viaduc sur la Loire de la LGV Atlantique, à Montlouis-sur-Loire. Tablier poussé en béton précontraint à partir des deux culées.
- Bouygues Travaux Publics :
  - le pont de l'île de Ré (1988)[3],
- Razel :
  - La passerelle de Noisy-le-Grand sur l'autoroute A4 mise en place par rotation,
  - le viaduc des Bergères (autoroute A89), pont poussé en béton précontraint,
  - le viaduc de la Bresle (autoroute A29),
  - le pont de Gilly mis en place par rotation en 1990,
  - le passage supérieur de Beaune (1992), au-dessus de l'autoroute A6, solution brevetée permettant de supprimer des piles en transformant un passage supérieur avec pont-dalle en béton précontraint en pont haubané,
  - le passage supérieur d’Orange sur l'autoroute A7, au raccordement avec l'autoroute A9 (échangeur d'Orange), suivant le même principe qu'à Beaune,
  - le pont de l’Iroise (route nationale 165), pont à haubans en béton précontraint de 400 m de portée,
  - reconstruction de ponts supérieurs à deux travées de la RN10 au sud de Bordeaux, par rotation grâce à un haubanage provisoire central[4],
  - le viaduc de Meaux, pont poussé pour lequel il a imaginé et breveté avec Michel Marchetti[5] des âmes métalliques déformables longitudinalement qu'il a appelées «plano-tubulaires» car formés par une succession de plaques métalliques soudées à des tubes - la déformabilité transversale des tubes supprime la compression longitudinale dans l'âme tout en assurant la rigidité transversale de l'âme grâce à son inertie,
  - le viaduc du Scardon (1997), pont poussé pour l'autoroute A16[6],
  - le viaduc de la Rivière-Saint-Sauveur (1998), conçu par Marc Mimram pour l'autoroute A29[7],
  - le pont du Vecchio (1999), à Venaco en Haute-Corse, reprenant le principe des âmes évidées proposé par Jacques Mathivat.

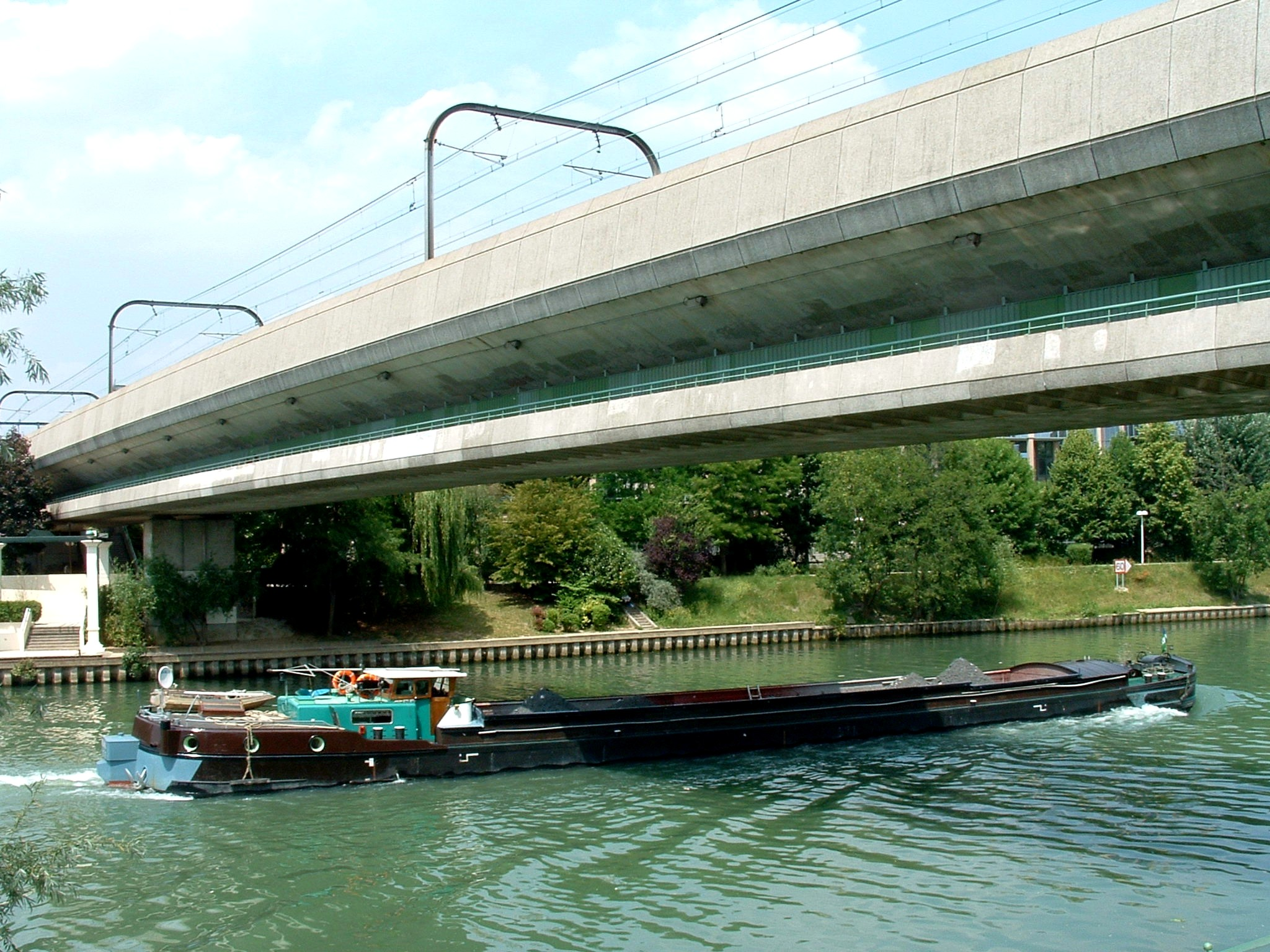
Pont sur la Marne du RER A
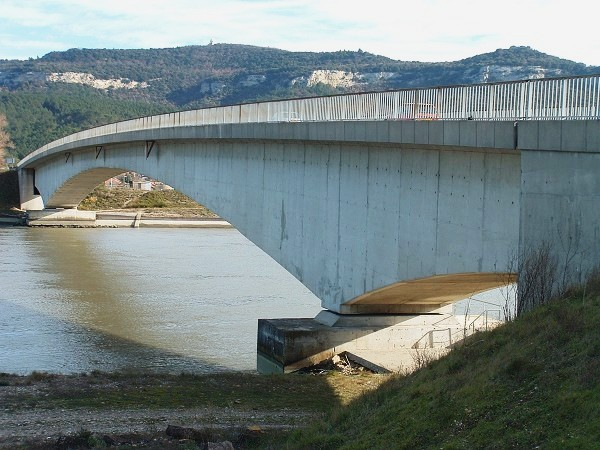
Pont du Tricastin.
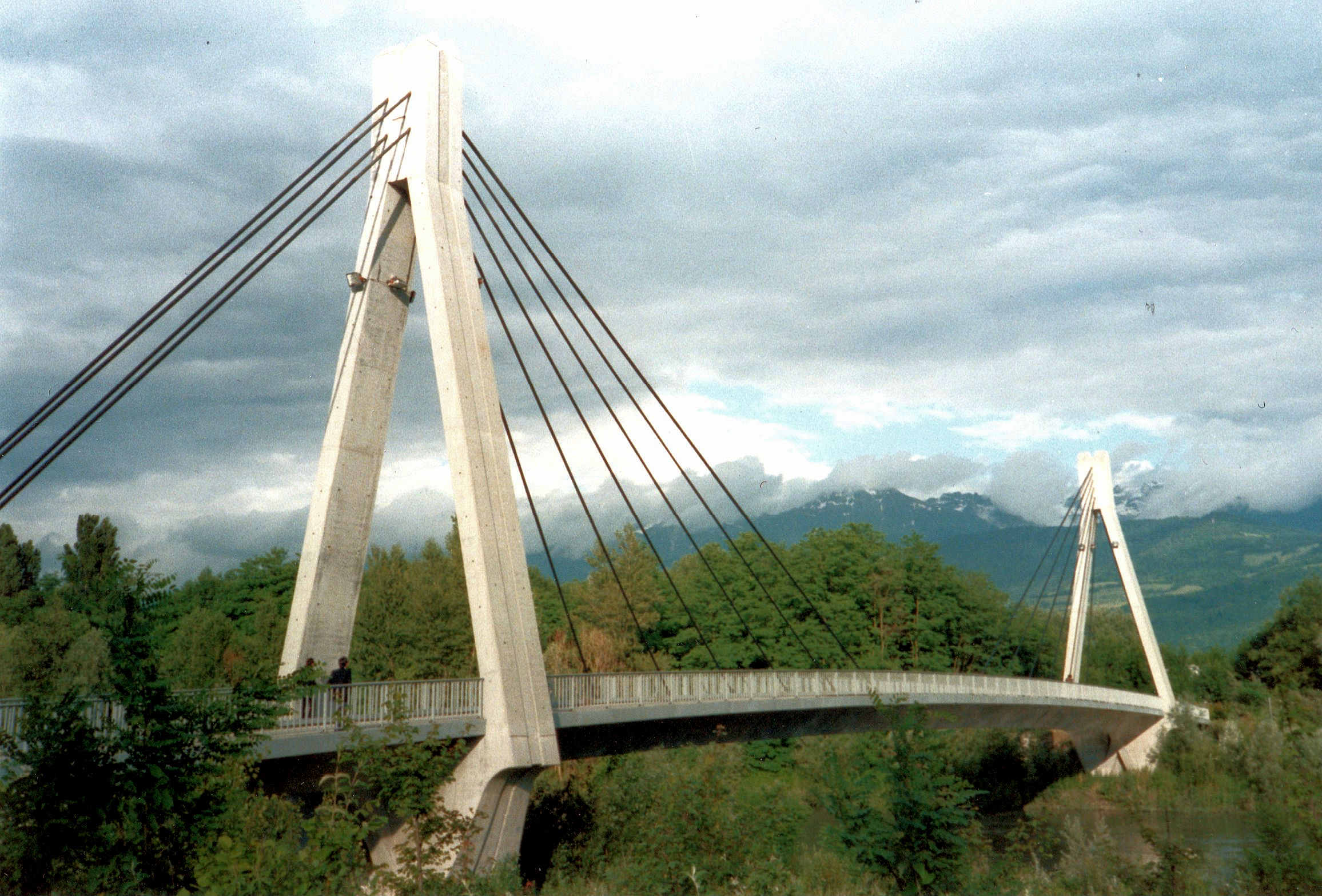
Passerelle de Meylan sur l'Isère.
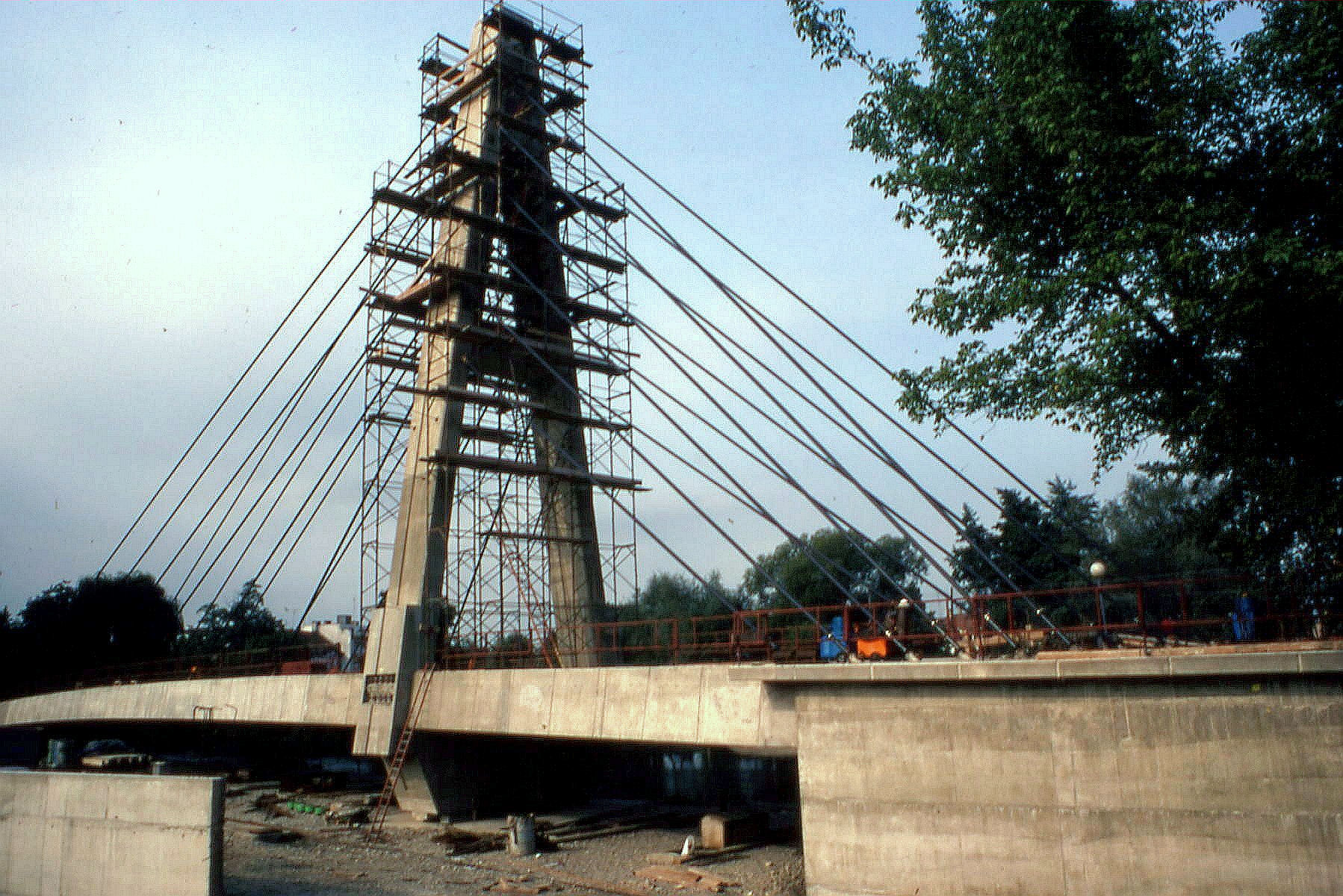
Pont Van Eyck en cours de construction, avant rotation.
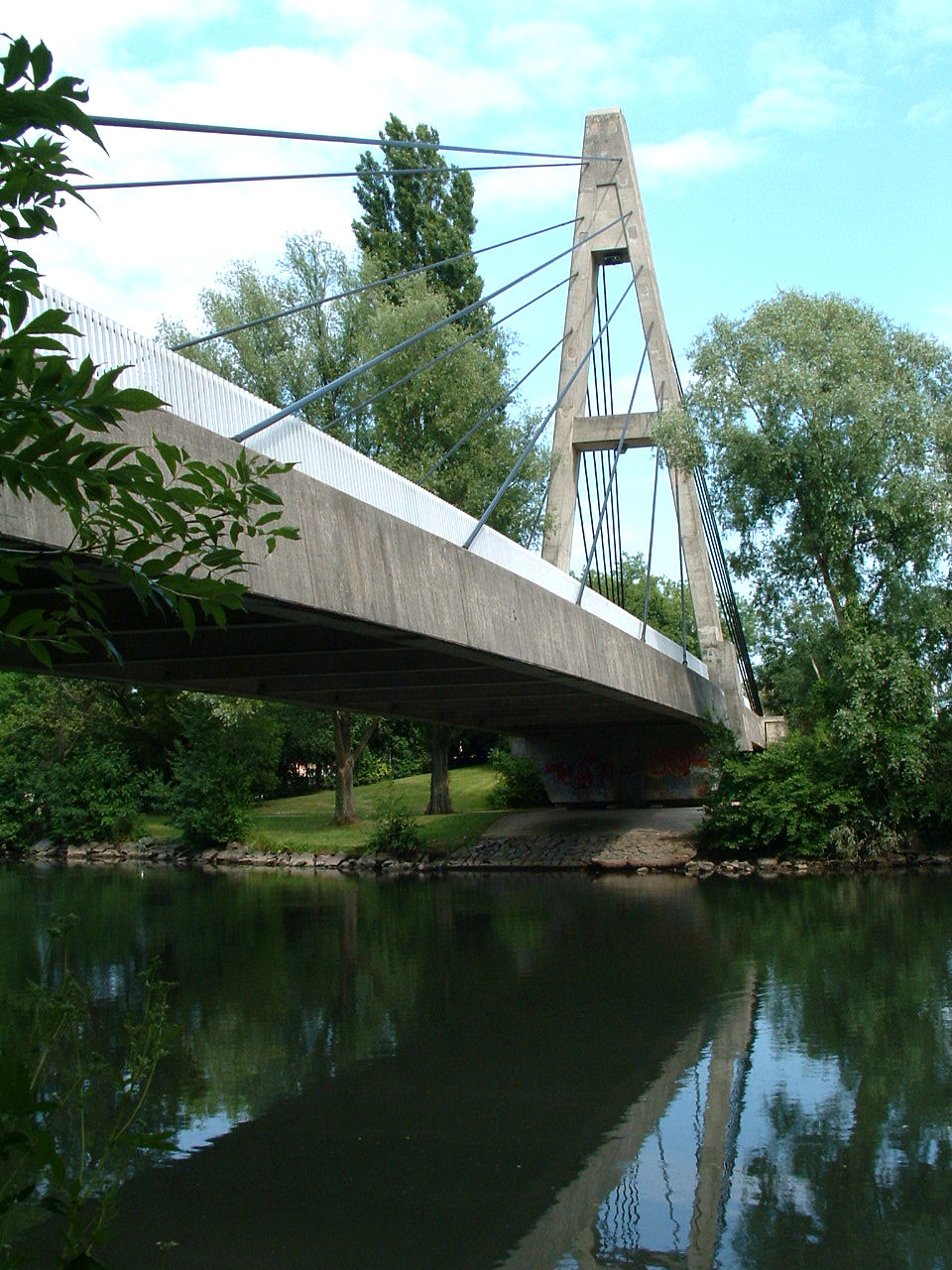
Strasbourg - Pont Van-Eyck sur l'Ill.
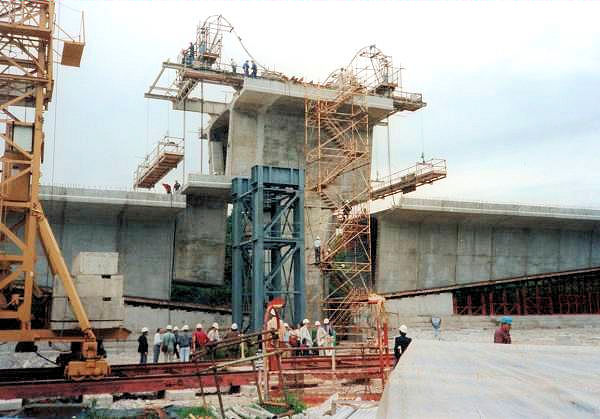
Pont de Brassily - Pose du premier voussoir préfabriqué.
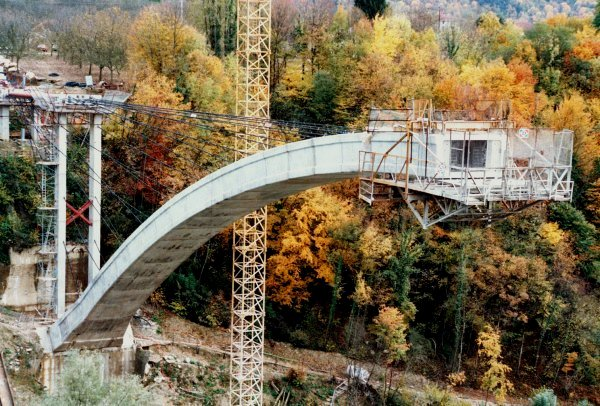
Pont de Trellins - Construction de l'arc en encorbellement par haubanage provisoire
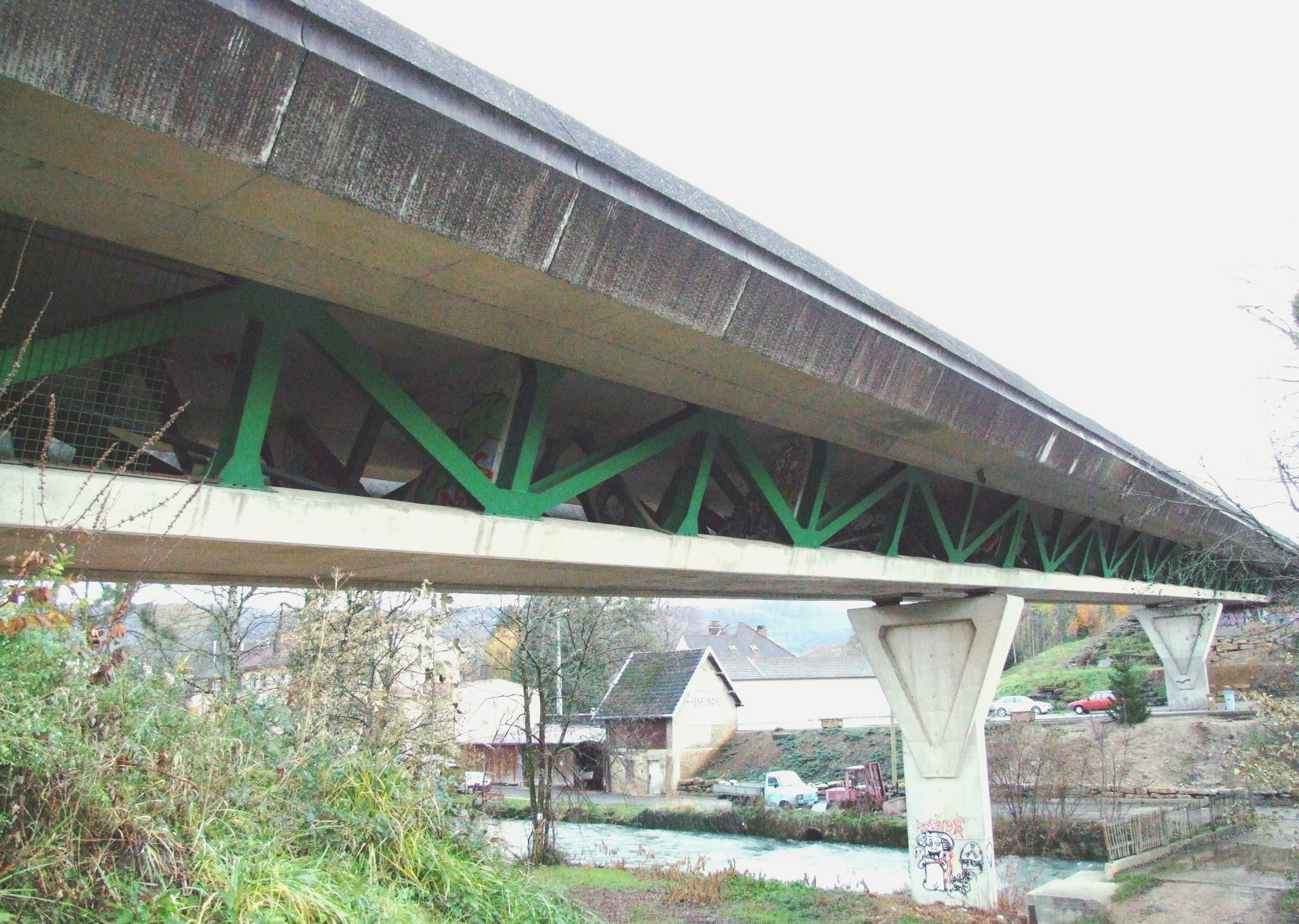
Pont d'Arbois.
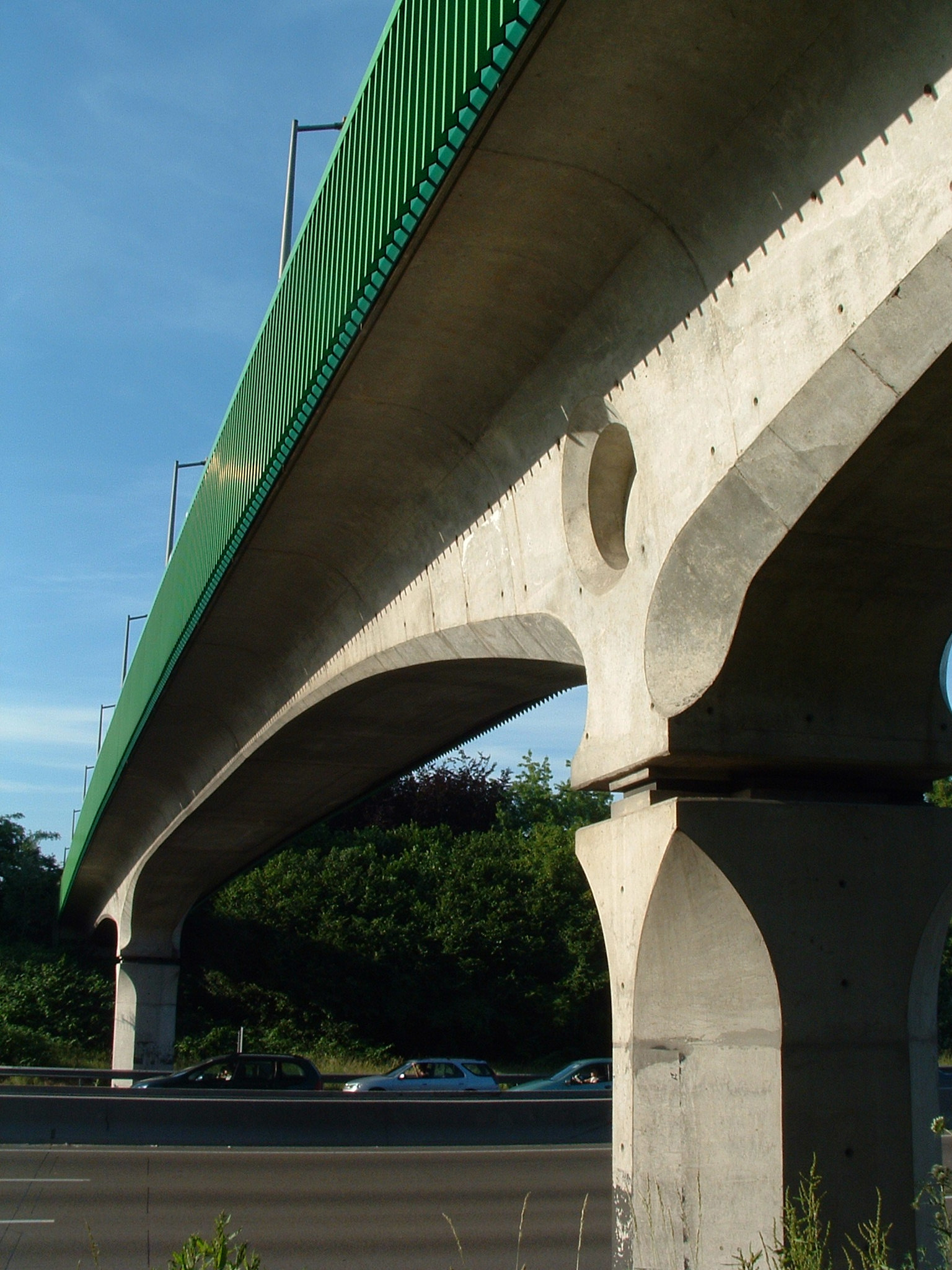
Passerelle de Noisy-le-Grand sur l'A4 - Travée centrale et corne de vache.
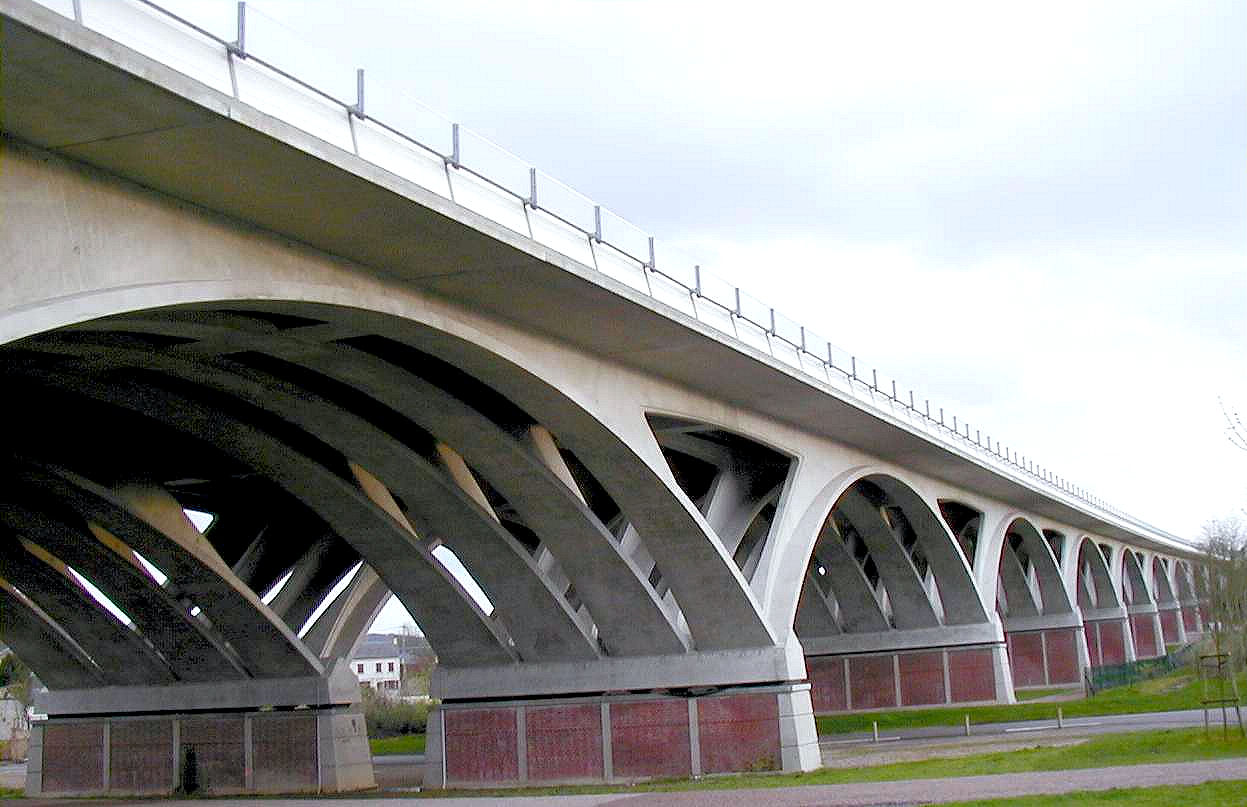
Viaduc de la Rivière-Saint-Sauveur, sur l'autoroute A29.
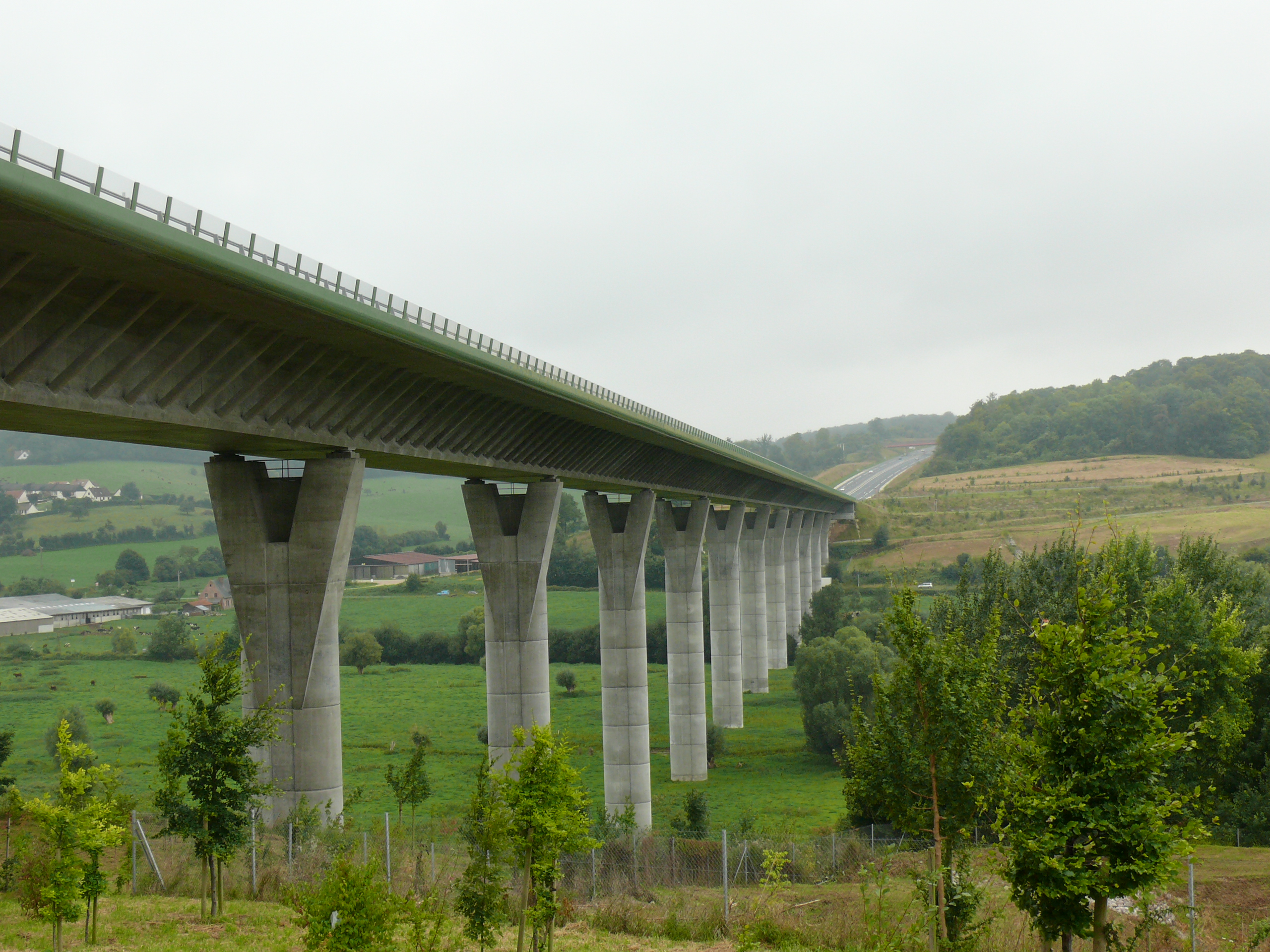
A29 : viaduc de la Bresle.
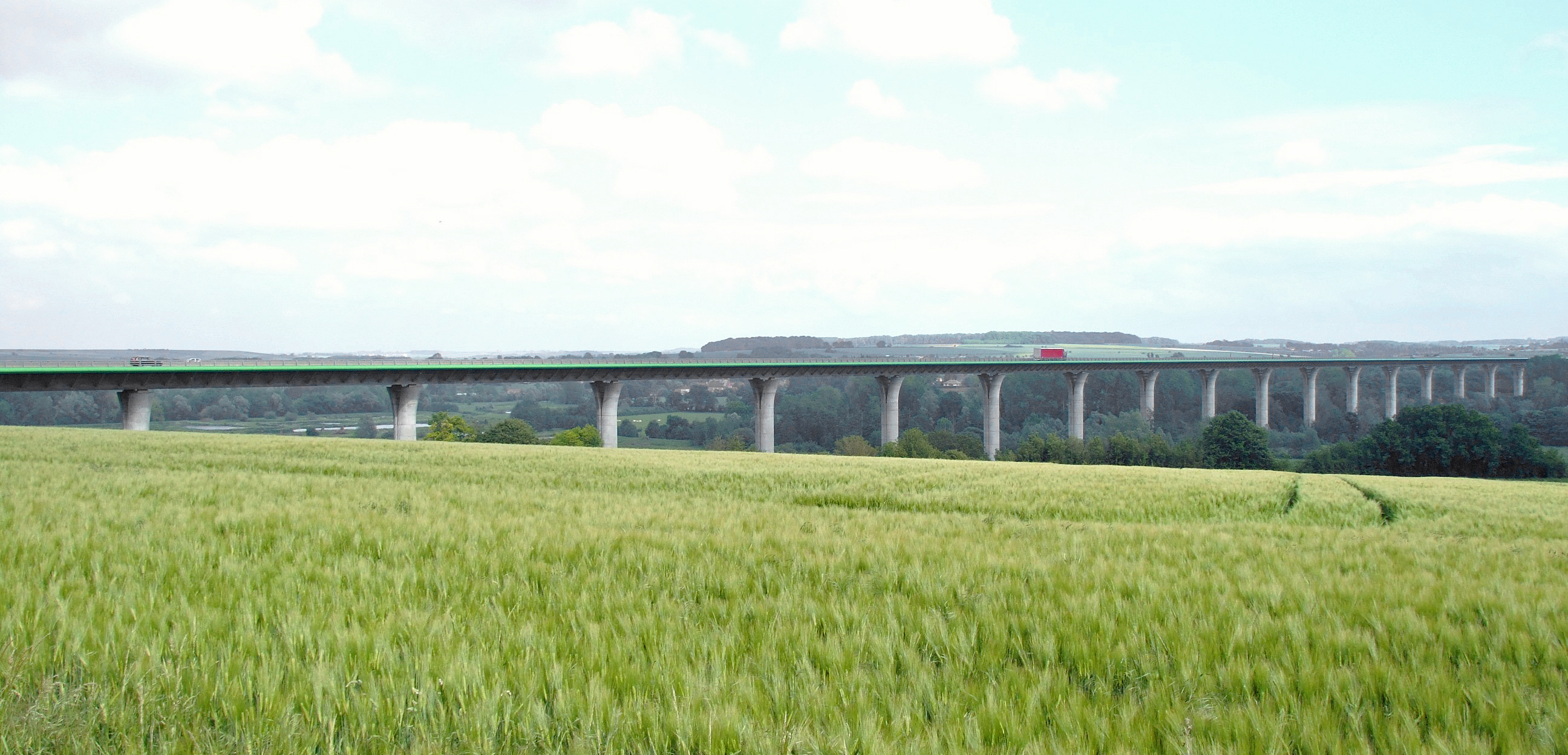
A16 : viaduc du Scardon.
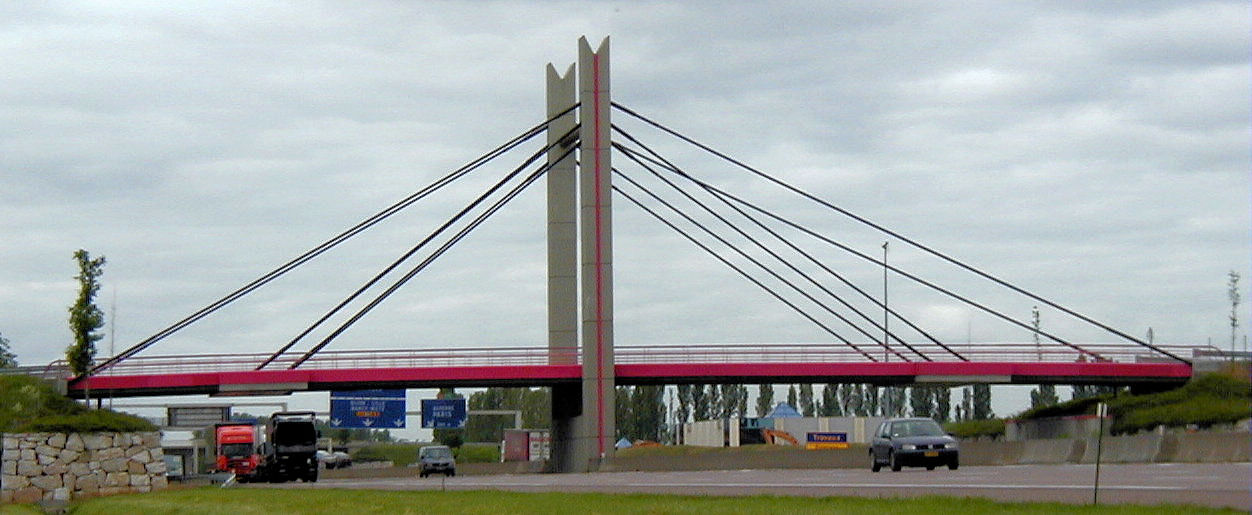
Passage supérieur de Beaune, sur l'autoroute A6.
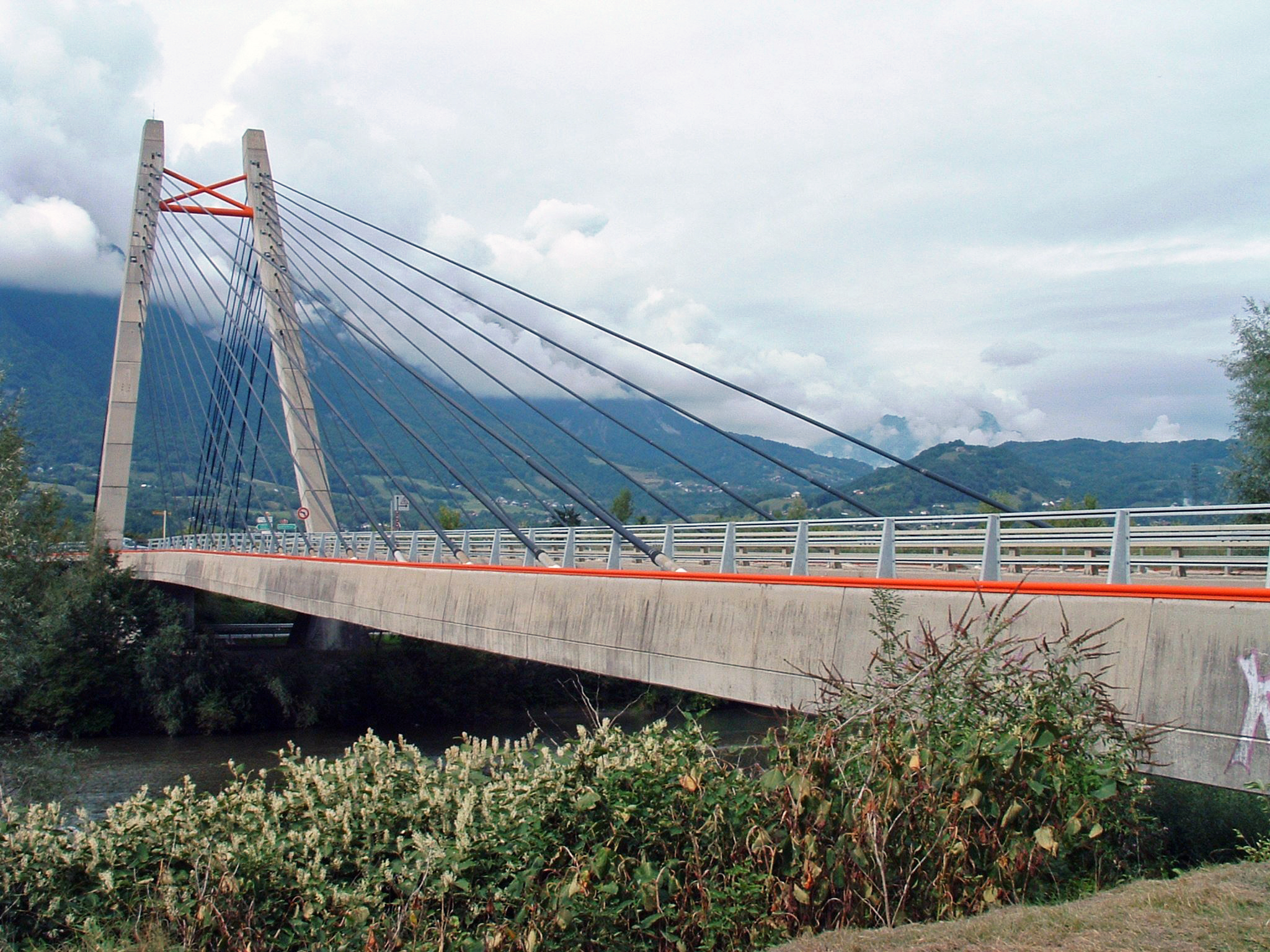
Pont de Gilly-sur-Isère.
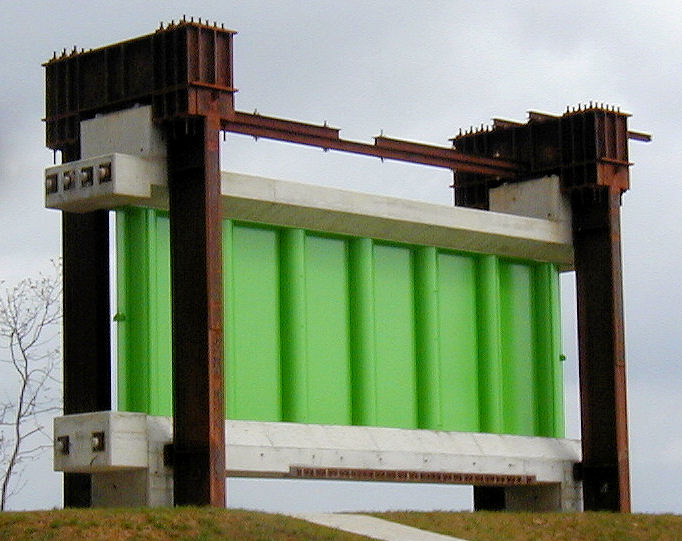
Viaduc de Meaux : Poutre d'essai avec une âme "plano-tubulaire" (APT).
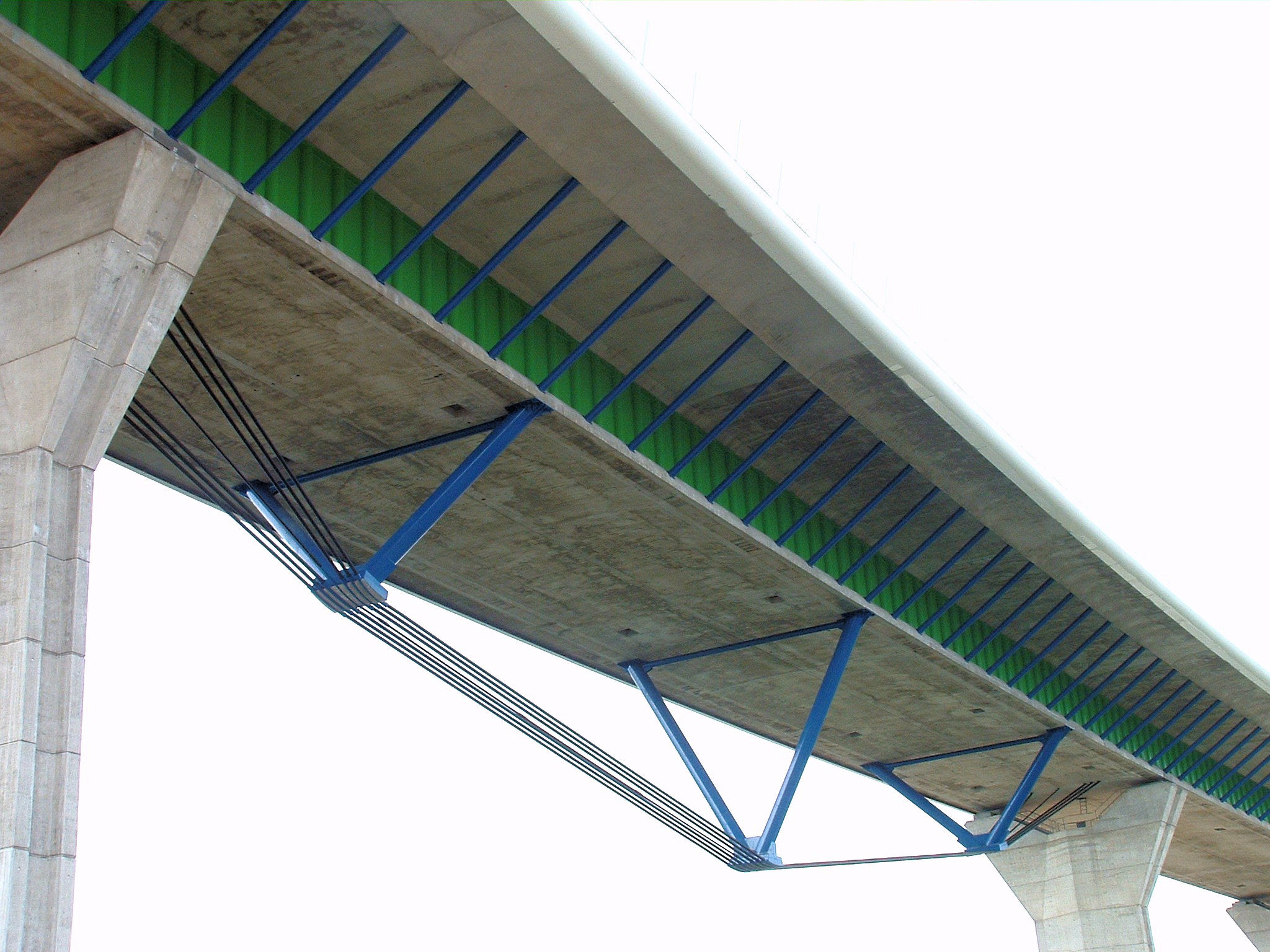
Viaduc de Meaux : Sous-bandage de la travée située au-dessus du canal.

## Récompenses
En 1990 il reçoit la médaille de la FIP (Fédération Internationale de la précontrainte)
En 1996 il reçoit la médaille de l'AFGC (Association Française de Génie Civil)
Le 16 septembre 2011 il reçoit le Grand Prix Eugène Freyssinet
En mars 2012 il reçoit le Prix Albert-Caquot de l'AFGC

### Décorations
- Chevalier de la Légion d'honneur ][10]